# Andrei Kovalenco
Andrei Kovalenco, ukr. Андрій Коваленко (ur. 12 lipca 1971 roku w Kijowie, Ukraińska SRR) – hiszpański rugbysta ukraińskiego pochodzenia, grający na pozycji środkowego ataku. Reprezentant Hiszpanii, a wcześniej Ukrainy i ZSRR.

## Kariera klubowa
W dzieciństwie grał w hokeja i piłkę ręczną, zajmował się wolnymi zapasami, w wieku 14 lat rozpoczął uprawiać rugby. Treningi rozpoczął w klubie Awiator Kijów pod kierownictwem Igora Bobkowa.
W 1987 rozpoczął karierę rugbisty w seniorskiej drużynie Awiatora. W latach 1989–1991 służył w wojsku radzieckim, w tym czasie był zawodnikiem WWA-Podmoskowje Monino. Po zwolnieniu ze służby powrócił do kijowskiego klubu, który już nazywał się Politechnik Kijów. Po wygraniu turnieju rugby-7 w hiszpańskim Benidormie w 1994 roku, otrzymał nagrodę dla najlepszego gracza w turnieju i propozycję pozostania w Hiszpanii, którą zaakceptował. Od 1994 występował w drużynie Real Canoe NC (potem nazywał się Pozuelo UCM), z którym awansował do pierwszej dywizji. W 2003 roku klub miał problemy finansowe, przez co były opóźnienia w wynagrodzeniach. W 2004 przeniósł się do Barcelona Universitari Club, który był farm-klubem francuskiego USA Perpignan. Z klubem awansował za rok do División de Honor. W sezonie 2006/07 i 2007/08 prezentował barwy FC Barcelona, po czym wrócił do Barcelona Universitari Club.
W 2009 roku zakończył formalnie swoją karierę, pozostając trenerem do 2014 roku.

## Kariera reprezentacyjna
Na początku kariery na arenie międzynarodowej reprezentował ZSRR. Już w 1989 roku dołączył do reprezentacji juniorów, a potem do Sbornej. Później bronił barw kadry Ukrainy. W 1998 roku otrzymał zaproszenie do reprezentacji Hiszpanii, które natychmiast zaakceptował. Debiutancka gra miała miejsce 15 marca 1998 roku w Sewilli przeciwko Rosji i zakończyła się porażką Hiszpanów 31:48.

## Sukcesy
WWA-Podmoskowje Monino
- mistrz ZSRR (1x)
- zdobywca Pucharu ZSRR (2x)

Real Canoe
- mistrz Hiszpanii (1x): 2000
- zdobywca Pucharu Hiszpanii (3x): 2001, 2002, 2003
- zdobywca Pucharu Hiszpanii w rugby league: 2009